# Nephodia subpardata
Nephodia subpardata là một loài bướm đêm trong họ Geometridae.